# Culture des céréales au XXe siècle
Cet article présente l'histoire de la culture des céréales au XXe siècle.

## XXesiècle
En France, le nombre d'heures de travail nécessaire pour acheter un 1 kilo de pain ne va pas cesser de diminuer tout au long du siècle :
| 1925 | 1974 | 1987 | 2013 |
| 0,75 | 0,37 | 0,28 | 0,21 |

### Le triomphe mondial des blés de printemps
Le XXe siècle voit d'abord la culture du blé s'avancer au-delà de ce que l'analyse des conditions favorables pouvait permettre d'imaginer : les basses températures d'hiver ne sont plus une contrainte, grâce aux blés de printemps, semés en mai et récoltés au début d'août, qui permettent cette extension en Norvège, Suède et Russie, ou dans le Canada de l'Ouest, qui bénéficient des effets des longs jours ensoleillés du Nord. De plus, dans les régions continentales du nord, comme en Russie et en Ukraine, les étés sont chauds et lumineux, ce qui suffit à la croissance des blés de printemps. La lumière règle l'assimilation du carbone aérien par la fonction chlorophyllienne : par un jour de clair soleil, un hectare de blé assimile assez de lumière pour produire en bout de chaîne environ 33 kilogrammes de pain, mais par une sombre journée nuageuse, ce n'est plus que 7 kilogrammes. Malgré cette extension des surfaces cultivées dans le monde, au cours de la première moitié du XXe siècle, la France reste un pays grand producteur de blé, à l'abri d'une forte barrière douanière, alors que du côté belge, pays libre échangiste, le prix du blé est plus bas. En Angleterre, autre pays libre échangiste longtemps, les agriculteurs ne cultivent plus le blé en 1935 que sur 756 000 hectares contre 5,3 millions d'hectares en France.
La répartition des exportations mondiales de blé par pays, au cours de la première moitié du XXe siècle :
| Pays       | 1910 | 1920 | 1925 | 1930 | 1935 | 1940 | 1945 | 1952 |
| Canada     | 14 % | 21 % | 47 % | 32 % | 46 % | 44 % | 42 % | 40 % |
| États-Unis | 16 % | 43 % | 16 % | 14 % | 1 %  | 7 %  | 45 % | 34 % |
| Australie  | 7 %  | 12 % | 11 % | 17 % | 21 % | 17 % | 5 %  | 11 % |
| Argentine  | 13 % | 23 % | 15 % | 15 % | 15 % | 21 % | 8 %  | 3 %  |
| Autres     | 50 % | 1 %  | 11 % | 22 % | 17 % | 11 % | 0 %  | 12 % |

Ensuite, les échanges internationaux de produits agricoles connaissent une croissance forte après 1945 : le marché international des céréales s’accroît de l’ordre de 3 millions de tonnes par an et passe de 40 millions de tonnes en 1950 à 100 millions de tonnes autour des années 1970. Les Américains en sont les bénéficiaires grâce au Plan Marshall, tandis que la Russie rétablit d'abord la situation avant de devenir ensuite importatrice.
En France, au cours de la seconde moitié du XXe siècle, la mécanisation, le remembrement et l’emploi des semences sélectionnées, multiplient le rendement moyen du blé tendre par cinquante : il passe de 1,3 quintal par hectare et par an à 78 en 1998(27 quintaux en 1960, puis 52 en 1980). Mais la productivité du blé n'est pas la même dans d’autres régions du globe, le rendement moyen mondial reste, au début du XXIe siècle inférieur à 30 quintaux par hectare et par an.

### Années 1950
La très forte croissance économique mondiale des années 1950 dope la demande de céréales mais l'offre progresse encore plus vite, grâce à des réformes structurelles en Europe et en Russie, mais aussi à des prix de vente très fermes jusqu'en 1953. Les perdants sont les grands exportateurs argentins et canadiens, qui ne pèseront plus que respectivement 3 % et 6 % de la production mondiale à la fin de la décennie après avoir été accaparés par leurs grands projets industriels et hydrauliques. Avec la réapparition d’excédents céréaliers au milieu des années 1950, les principaux pays exportateurs décidèrent de ne pas se formaliser de leurs stocks croissants, maintenus à l'écart du marché mondial afin de maintenir les prix dans les fourchettes stipulées par l’Accord international de 1949, qui sera reformulé en 1953. La version de 1949 est bien jugée, grâce à la fermeté des prix qui la suit mais celle de 1953 reflète une offre émiettée et surcapacitaire. Les exportateurs s’efforcent alors de trouver de nouveaux débouchés à des conditions spéciales vers des pays alors incapables de financer de larges importations commerciales de céréales, faute de disponibilités monétaires suffisantes, comme l'Inde qui se lance dans un cycle d'importations en 1956.

#### Sous Péron, le blé argentin taxé et en perte de vitesse à l'exportation
Entre la fin des années 1930 et le milieu des années 1950, l'Argentine, péroniste depuis 1946? subit une récession agricole : la production moyenne de céréales et d'oléagineux baisse de 16 à 13 millions de tonnes tandis que les surfaces pampéennes cultivées passent de 16 à 11 millions d'hectares. Les exportations américaines en Europe, rivales de celle de l'Argentine, ont en effet été dopées par le plan Marshall tandis que la Grande-Bretagne délaisse le blé argentin, coupable d'avoir soutenu l'Espagne de Franco, et relance sa propre production dès 1949.
Le premier gouvernement péroniste (1946-1955) instaure de plus des prélèvements sur les agro-exportations afin de financer son soutien à la production industrielle. L'État s'approprie la rente différentielle, entre prix d'achats et ventes réalisées à l'échelle internationale, tout en "protégeant" plus ou moins les prix agricoles internes des effets de la hausse des prix sur le marché mondial. Face à ses difficultés, l'Argentine se tournera à la fin de la décennie vers la nouvelle CEE qui lui achète plus des deux tiers de la viande et le quart du blé qu'elle exporte.

#### Les agriculteurs français foncent vers les réformes structurelles
En 1955, la France comptait encore environ 2,3 millions d'exploitations agricoles, dont une partie à très faibles revenus. Environ 80 % des exploitations agricoles comptaient moins de 20 hectares de superficie agricole utilisée et 0,8 % seulement plus de 100 hectares. D'où le désir de réformes structurelles pour une agriculture plus productive, avec des mesures permettant aux exploitations petites ou moyennes mais potentiellement viables de se moderniser. Les cultures de céréales seront les grandes gagnantes de ces réformes, avec une hausse des surfaces cultivées de 8 % en un demi-siècle, celles des autres grandes cultures de 1950 (betteraves, pommes de terre) étant au contraire divisées par trois. Les bois et forêts sont passés de 20 à 27 % du territoire de 1950 à 1990, tandis que la surface du territoire non agricole a presque doublé depuis 1950. Sous la pression du Centre national des jeunes agriculteurs (CNJA), une politique dite « des structures » va se mettre en place. La loi d'orientation de 1960, puis la loi complémentaire de 1962, portée par Edgard Pisani, ministre de l'Agriculture ont répondu à ces demandes de la fin des années 1950. La grande culture du blé, modernisée, en tire profit : le rendement moyen du blé tendre augmentera de 1,26 quintal par hectare et par an entre 1956 et 1999, passant de 26,7 quintaux à l'hectare en 1960, à 52 en 1980 puis 77,5 en 1998.

#### Bulle de 1949-1953, causée par le déficit de riz
La diminution de la demande européenne d'importations aurait normalement, limité, dès 1949 ou 1950, les marchés des pays exportateurs pour les forcer à des réductions sensibles de leurs cultures. Mais dans l'intervalle, de nouveaux marchés sont apparus en Asie, où l'accroissement de la production de riz est insuffisante face à l'accélération du rythme d'accroissement démographique. La pénurie de riz eut pour effet de maintenir à un haut niveau la demande de blé. Plus de la moitié du commerce international du blé étant, à un moment donné, soumis aux prix de l'accord international de 1949, le producteur américain reçoit 2,06 dollars le boisseau, le français 2,60, et l'italien 2,87, alors que le prix de la meilleure qualité de blé canadien est tombée à 1,70 sur le marché.
La guerre de Corée et un affaissement de la production en Argentine contribuèrent encore à maintenir les cours du blé. Les exportateurs traditionnels ont pu accroître leur capacité de production sans subir la baisse des importations de l'Europe ne vienne les forcer à réorganiser leur politique agricole. Quatre des principaux exportateurs subventionnent alors massivement la vente du blé : États-Unis, Argentine, France et Turquie. Au contraire l'Australie et le Canada ne subventionnent pas : le prix initial payé au producteur est inférieur au prix du marché international.
La production mondiale 1952-53 et 1953-54 fait un bond important, grâce à d'excellentes récoltes aux États-Unis en Turquie et au Canada, avec de plus un changement radical en Argentine, où les exportations sont élargies, tandis que dans le sud-est asiatique, des plans de développement agricole, réduisent sensiblement les importations. Résultat, le prix du blé canadien Northern N1, vendu sur le marché libre, a chuté de 25 % quatre ans, à partir de 1951-52. La même qualité de blé vendu via l'Accord international a baissé de moins de 10 %, situation qui rappelle celle de 1926 à 1929, avant la crise mondiale. Malgré cette crise, dans certains pays (Turquie, Allemagne de l'Ouest), les prix à la production restent plus élevés en 1955 qu'en 1954.

#### L'Angleterre attaque l'Accord International et se tourne vers la Russie
Après la Seconde Guerre mondiale, l'Angleterre combat la pénurie par des contrats annuels avec le Canada, dans le cadre d'une coopération à long terme, visant l'horizon 1950. Mais peu après, Londres lance un programme pour diminuer sa dépendance extérieure et réussit une augmentation de sa production de blé entre 1949 et 1951 : elle grimpe de 64 à 89 millions de boisseaux. Par conséquent, ses importations reviennent de 187 à 153 millions de boisseaux. Londres, dans un premier temps.
En août 1953, le refus anglais d'adhésion à l'Accord international est motivé par la politique extérieure de crédits des États-Unis et à leur politique intérieure de soutien des prix. En 1954, les importateurs anglais ont acheté 35 % de moins qu'en 1953, réclamant aux pays exportateurs de baisser le prix maximum de 2,05 à 2 dollars. L'Angleterre veut par cette stratégie faire disparaître l'Accord international sur le Blé de 1949, qu'elle accuse d'être un des facteurs responsable des prix élevés de cette céréale. En août 1953, Londres demande même des soumissions au gouvernement russe pour 23 millions de boisseaux de blé.

#### Les trois nouveaux accords internationaux sur le blé
Trois nouveaux accords internationaux sur le blé sont signés en 1953, 1956, et 1959. Celui de 1953, donne compétence au Conseil international des céréales pour examiner et trancher les différends relatifs à l'interprétation ou à l'application de l'accord. Aucun recours n'est prévu devant une juridiction internationale, ce qui a amené le Royaume-Uni, plus important des pays importateurs, à réclamer le recours possible à une instance arbitrale extérieure, en se plaignant du fait que 1 000 voix étaient attribuées aux quatre pays exportateurs, soit autant que les 42 pays importateurs.
Les États-Unis, largement exportateurs, ont par contre fortement insisté sur le maintien du système en vigueur en 1949. Un compromis sera trouvé, prévoyant l'arbitrage d'une commission consultative d'experts agissant en leur capacité.

#### L'URSS devient premier producteur mondial
À la mort de Staline en 1953, l'agriculture soviétique reste mal en point : malgré des cours mondiaux élevés, la récolte de céréales est inférieure de 4 millions de tonnes à celle – certes exceptionnelle – de 1913, mais avec une population supérieure de près de 40 millions d'individus. Son successeur Khrouchtchev obtient de meilleurs résultats, grâce à une mécanisation qui s'est développée au cours des quinze dernières années. Le nombre de tracteurs a plus que doublé de 1940 à 1953, passant de 684 000 à 1 239 000 ; le nombre de moissonneuses-batteuses a augmenté dans le même temps de 182 000 à 318 000 et le nombre de camions a presque doublé à 424 000. Ces chiffres indiquent, il est vrai, la quantité de machines livrées et en fonctionnement théorique et masquent le nombre de machines immobilisées ou laissées à l'abandon, faute de pièces de rechange, de réparations ou, même, de conducteurs.
À l'issue des années 1950, l'URSS est le premier producteur mondial de blé, loin devant l'Europe et les États-Unis, après quinze années au cours desquelles ses récoltes céréalières ont considérablement progressé. Après avoir reculé au cours des 37 premières années d'existence de l'URSS, la production agricole de l'URSS a décollé à partir de la seconde moitié des années 1940, en particulier pour les céréales, alors que seuls le coton et les betteraves avaient progressé dès la fin de la Seconde Guerre mondiale.
| Année | Céréales | Coton (brut) | Betterave sucrière |
| ----- | -------- | ------------ | ------------------ |
| 1913  | 92,3     | 0,42         | 11,3               |
| 1940  | 95,6     | 2,24         | 18,0               |
| 1945  | 47,3     | 1,16         | 5,5                |
| 1950  | 81,2     | 3,5          | 20,8               |
| 1960  | 125,5    | 4,29         | 57,7               |
| 1965  | 121,1    | 5,66         | 72,3               |
| 1970  | 186,8    | 6,89         | 78,3               |
| 1986  | 210,0    | 8,3          | 79,3               |

Les cinq premiers producteurs de blé en 1960, en pourcentage de l'offre mondiale :
| URSS | Europe | États-Unis | Chine | Canada | Argentine | Autres |
| 25 % | 16 %   | 16 %       | 9 %   | 6 %    | 3 %       | 19 %   |

#### En 1954, le marché commun des céréales entre la France et la Tunisie

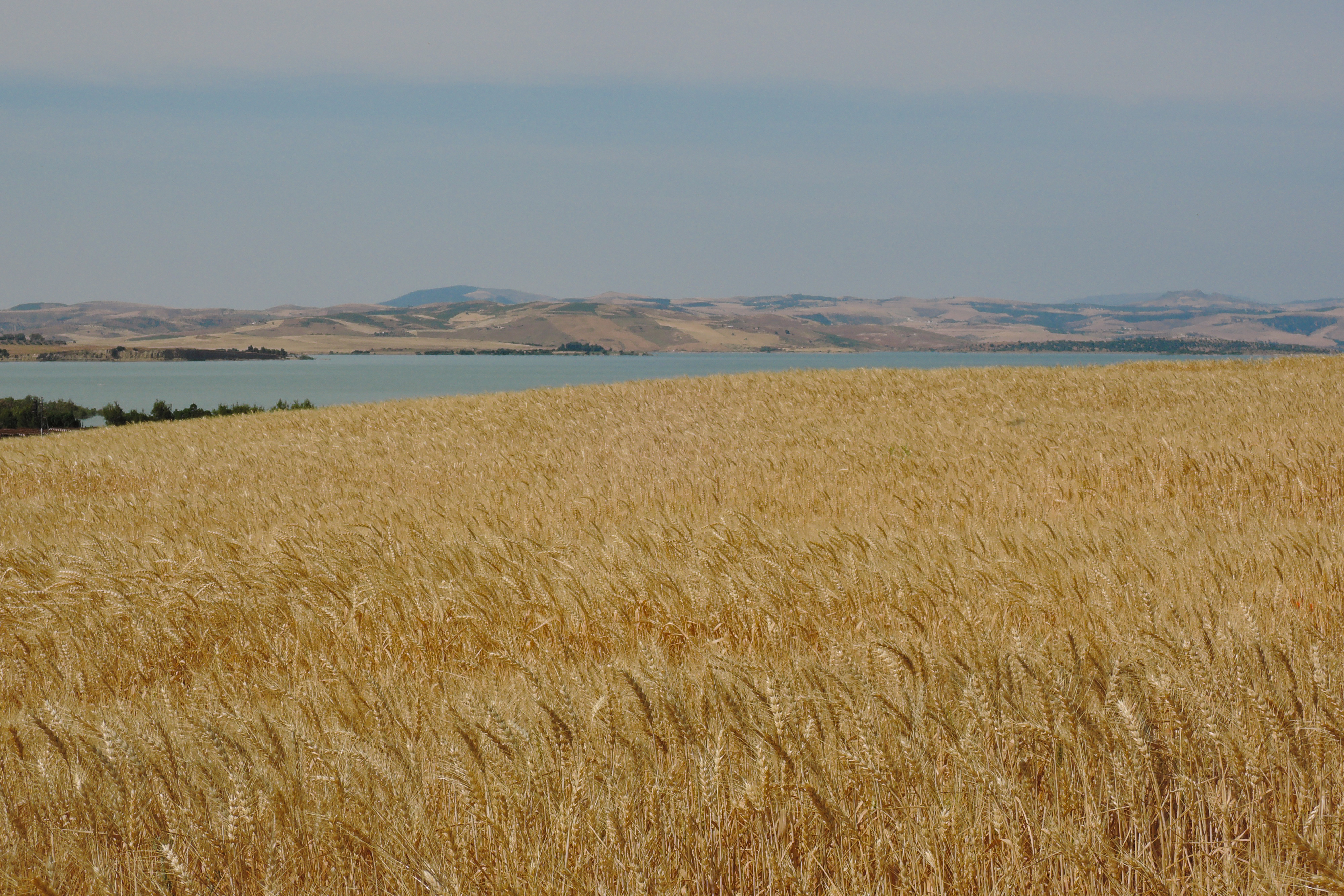
Céréales près du barrage de Sidi Salem

Les céréales étaient présentes en Tunisie, avant l'indépendance : blé dur, orge commune et blé tendre, avec la culture de type pluvia d'une des variétés hybrides de l'École d'Agriculture de Philippeville, exportée en partie vers la Métropole française. Robert Schuman évoque en 1950 l’indépendance de la Tunisie en plusieurs étapes, mais les émeutes et leur répression des années 1953 et 1954, mettent fin au Protectorat français de Tunisie. L’agriculture passe de 29 % à 22 % de l'économie avec la nationalisation des 850 000 hectares exploités par des sociétés françaises et des colons.
Par la création d'une communauté franco-tunisienne des produits céréaliers, en avance d'une décennie sur l'Organisation commune de marché des céréales en Europe, la Tunisie réalise une harmonisation de deux législations calquées ou presque l'une sur autre. Cinq mois plus tard, un marché de l'huile d'olive a aussi été créé, le 13 novembre 1954, après de longues négociations, avec une garantie d'achat à prix fixe.
La Tunisie a un intérêt à ce marché commun en raison du déficit de la récolte métropolitaine de blé dur, dont la consommation croît en France : au cours des deux premières années, elle a exporté en moyenne annuelle près d'un million de quintaux de blé dur, même si elle a dû importer du blé tendre et de l'orge. Sur la période 1948 à 1956, elle a exporté en moyenne plus de 1,13 million de quintaux de blé dur et 0,69 million de quintaux d'orge vers l'Europe. Le Bulletin Technique des Agriculteurs du Lauragais mentionne les inquiétudes locales sur les quantités importantes de blé dur tunisien importées en Métropole.
Les textes prévoient que le prix de certaines céréales produites en Tunisie est garanti au même taux que celui des céréales métropolitaines. Les céréaliers tunisiens profitent ainsi du prix garanti applicable en France. La France doit absorber un million de quintaux de blé dur par an à un prix moyen supérieur de quelque 2 000 francs par quintal au prix international de blé tendre et d'environ 1 200 francs par quintal au prix international de blé dur, soit un transfert d'un milliard et demi de francs par an financé par les contribuables français, représentant 0,01 % du produit national brut. Côté tunisien, c'est l'équivalent de près de 20 % de la valeur des exportations de céréales.
Après l'abandon de ce système en Tunisie, puis la nationalisation, le 12 mai 1964, des terres de la colonisation, les récoltes vont progresser moins vite que la population tunisienne, même si l’agriculture a enregistré des taux de croissance importants, dans les années 1970 avec près de 8 % par an permettant au pays d’atteindre un niveau de sécurité alimentaire, grâce aux crédits de la Banque nationale agricole.

#### L'Inde privilégie l'importation des céréales
En, 1956, l'accord commercial céralier signé par l'Inde avec les États-Unis facilite les importations de blé en permettant le paiement en roupies par l'Inde. Du coup, les années 1950 furent la seule décennie de l'Inde indépendante au cours desquelles le consommateur fut privilégié au détriment des producteurs : la concurrence de ces importations céréalières occidentales fit stagner les superficies emblavées par les paysans.

### Années 1960
Les années 1960 ont été marquées par une augmentation considérable de la demande de l'URSS et de l'Inde, qui entraine une tension sur les prix du blé en particulier au milieu de la décennie et de nouvelles forces centrifuges sur le marché, mais les stocks constitués ont permis d'y faire face, puis ont été reconstitués assez rapidement en 1968-1969. Il a fallu assouplir l'accord international, sous les auspices de la principale force motrice, qui reste les États-Unis, structurellement excédentaires, mais capables d'adapter leur production, qui croit en moyenne de 0,8 % par an pour le blé, 1,4 % pour le soja et 1,6 % pour le maïs.

#### Changement de paradigme, selon les grands négociants
Pour les grandes firmes de négoce, les années 1960 expriment un changement de paradigme dans la culture des céréales. L'Union soviétique cherche des approvisionnements et bientôt ce sera le tour de l'Inde. Avec sa rivale Continental Grain, la firme de négoce Tradax, basée en Suisse, s'en empare. En février 1964, des représentants de ses bureaux genevois et londoniens négocient à Moscou la vente de 700 000 tonnes de céréales, début d’une longue relation. À Genève, Cargill met sur pied en 1966 un département pour traiter avec l’Union soviétique. En 1972, de mauvaises récoltes font bondir la demande soviétique, qui atteint 29 millions de tonnes de céréales, selon Tradax. Cargill enregistre un nouveau bénéfice record de 107 millions de dollars pour l’exercice 1972-1973. Contre 40 millions l’année précédente.
Ces ventes colossales ont dopé le prix des céréales, à plusieurs périodes. Les sociétés de négoce comme le groupe Louis-Dreyfus, Bunge Limited, ADM et surtout Cargill et Continental Grain sont accusées aux États-Unis de s’être entendus sur les prix, d’avoir volé les fermiers et les consommateurs américains. Une sous-commission sénatoriale américaine va alors s’intéresser aux comportements des multinationales américaines à l’étranger. Cargill est interrogé sur ses ventes à l’Union soviétique mais aussi sur ses liens avec Tradax.
Par ailleurs, l’Europe recherche son autosuffisance, et y réussit mieux, dans les années 1950 parvenant à développer son marché intérieur. La politique agricole commune engrange des succès rapides dans les grandes productions, où le taux de couverture des besoins s’améliore, pour dépasser 100 % en sucre et en produits laitiers et approcher 90 % en céréales, à la fin des années 1960. Le néerlandais Sicco Mansholt, commissaire européen chargé des questions agricoles, agite le spectre d'excédents dès 1968, mais ses avertissements ne seront pas entendus, car la conjoncture internationale va soudain doper la demande mondiale de céréales dans les années 1970.

#### Politique agricole commune négociée en 1957, appliquée en 1962
La politique agricole commune de l'Union européenne, entrée en vigueur le 30 juillet 1962, après avoir été négociée lors du traité de Rome du 25 mars 1957 repose sur deux piliers, le développement rural, mais aussi un soutien du marché, des prix et des revenus agricoles, en particulier dans la culture des céréales. S'inspirant de l'expérience canadienne des années 1920, les négociateurs français de 1957 veulent faciliter l'ouverture des frontières et ralentir l'exode rural par un niveau de vie décent garanti aux petits cultivateurs de céréales, bref « éviter un choc à leur paysannerie ». En réalité, ils vont en créer un sur les campagnes : la France va passer de 5,2 millions d'agriculteurs à quinze fois moins un demi-siècle plus tard. Car le système de soutien des prix à la production ne concerne pas toutes les denrées, mais celles de la « grande culture », blé et betterave". Pour elles, la garantie de prix s'applique non seulement au marché européen mais également aux exportations. Par le mécanisme des « restitutions », le budget communautaire compense l'écart entre le prix du marché mondial et le prix garanti par la PAC, ce qui déchaîne les virulentes protestations américaines mais dope le commerce extérieur de quelques pays comme la France. En 1957, l'Europe était encore une zone agro-importatrice et au même moment se protège par des taxes sur les importations. En deux décennies, elle passe au contraire à 20 % des exportations mondiales de blé, soit 20 millions de tonnes, ce qui cause une progression des dépenses rapidement incontrôlable, chaque quintal de blé exporté coûtant très cher. Environ 40 milliards d'euros sont ainsi dépensés en Europe chaque année au XXIe siècle, alors que les dépenses d'aménagement rural, censées être le premier pilier de la PAC en 1957, sont dix fois moins importantes.

#### En 1963, l'URSS s'approvisionne au Canada
En URSS, les récoltes désastreuses des années 1963, 1965, 1969, 1972 et 1975 sont dues aux conditions climatiques et à l’exode rural des jeunes gens vers les villes. Pour éviter la famine, l’URSS est contrainte de faire des achats massifs de blé au Canada et aux États-Unis, ce qui accroit sa dette extérieure.
À la fin de l'année 1962, L'URSS installe à Cuba des missiles nucléaires pointés vers les États-Unis : c'est la crise des missiles de Cuba, qui entraîne un durcissement dans les relations internationales, en particulier avec les États-Unis. En 1963, l'URSS se met à acheter régulièrement du blé au Canada, pour sécuriser ses approvisionnements, dans un contexte de croissance démographique, même si les quantités restent assez peu élevées. Selon la Banque du Canada, les ventes de blé à l'URSS ont représenté 192 millions de dollars en 1963, puis 305 millions de dollars en 1964, et près de 200 millions de dollars en 1965 comme en 1966.

#### Déficit se creusant en Inde en 1965-1966 après deux mauvaises moussons
En Inde, la révolution agricole commence au milieu des années 1960, alors que deux mauvaises moussons surviennent consécutivement, en 1965 et 1966, entraînant une crise économique, aggravée par la peur d'une pénurie alimentaire dans les villes. Les importations de riz et de céréales, pour faire face à la pénurie criante, atteignent environ dix millions de tonnes soit 16 % de la récolte moyenne annuelle en Inde. Ces piètres moussons successives forcèrent l'État indien à augmenter brutalement ses achats. Face à un effondrement inattendu des stocks des pays exportateurs, les risques de pénurie vinrent brutalement réveiller les préoccupations internationales en matière de sécurité alimentaire mondiale.
L'Inde décide, elle, de se tourner vers la révolution agricole. En 1967-1968, les superficies céréalières cultivées en « variétés à haut rendement » visées par cette la révolution agricole frôlaient déjà un total de 5 millions d'hectares, mais il faudra attendre encore une dizaine d'années pour que l'Inde parviennent à l'autosuffisance alimentaire.

#### Accord international assoupli en 1967
Le système des quantités fixes garanties par l'accord international ayant l'inconvénient de ne pas permettre de moduler assez les importations, sa version de 1959 a créé un système plus souple adapté aux paysage des années 1960 : les pays importateurs s'engagent à consacrer chaque année un pourcentage minimum de leurs achats commerciaux dans la fourchette de prix de l'Accord. En contrepartie, les exportateurs garantissent des quantités de blé disponibles aux prix de cette fourchette. Ces mesures et le retour du Royaume-Uni permirent aux transactions d'atteindre en moyenne de 15,5 millions de tonnes pendant trois ans. Elles sont reconduites en 1962, mais avec une échelle des prix élargie. L'URSS a alors décidé d'y adhérer et les prix sont restés dans les limites fixées, malgré une très forte augmentation de la demande en 1963-1964;
Un resserrement des marchés céréaliers, en risque de pénurie, a marqué l'Accord international sur les céréales de 1967, dont les négociations eurent pour toile de fond le Kennedy Round, sixième session de l'accord général sur les tarifs douaniers et le commerce (GATT) qui se tint entre 1964 et 1967 à Genève. Les pourvoyeurs d’aide alimentaire veulent plus de bénéficiaires, sur fond de première Convention de l'ONU sur l’aide alimentaire (CAA). Le blé canadien n'étant plus jugé suffisamment représentatif, car son centre d'expédition n'est pas utilisable l'hiver, et concurrencé par la prédominance des États-Unis sur le marché international du blé, l'accord international de 1967 prévoit l'introduction de différentiels de qualité pour quatorze blés d'autres origines. Il prévoit aussi que les achats effectués par les membres importateurs auprès de pays non membres rentrent désormais en compte pour l'exécution de leur obligation d'achat. Peu après l’entrée en vigueur, des excédents de blé reviennent, causant la chute des prix au-dessous des minima de l'accord. Les recours prévus s’avérant inefficaces, les principaux pays exportateurs, États-Unis et Canada se mettent d’accord sur la réduction des superficies ensemencées en céréales.

#### Développement de la recherche sur les nouvelles variétés de riz, de blé et de maïs
Les efforts sur la recherche agronomique s'accroissent dans les années 1960 et portent de plus en plus sur la génétique des riz, blé et maïs, ou autres cultures alimentaires. La fondation Rockefeller promeut l'idée de révolution verte, via de nouveaux centres de recherche à travers le monde, parmi lesquels l'Institut international de recherche sur le riz, fondé en 1960 aux Philippines, pour favoriser l'emploi de variétés de riz à haut rendement en Asie. L'Indonésie, le Pakistan, le Sri Lanka et d'autres pays d'Amérique latine et d'Afrique du Nord ont suivi cette voie.
Au Mexique, l'Office of Special Studies devient le centre international d'amélioration du maïs et du blé, en 1963, où travaille l'agronome américain Norman Borlaug, futur prix Nobel de la paix 1970. En Inde, l'Institut international de recherche sur le riz est mené par Monkombu Swaminathan. Une association internationale, le Consultative Group on International Agricultural Research (CGIAR), créée en 1971, est chargé de coordonner les efforts des groupes de recherche locaux en matière agricole, plus tard au nombre d'une quinzaine dans le monde.
Leurs recherches se sont dans un premier temps concentrées sur la fabrication par hybridation de variétés à haut rendement concernant les trois principales céréales cultivées dans le monde : riz, blé, maïs, au détriment des millets, du sorgoo ou des « pseudo-céréales » comme le quinoa.
Mais pour être efficaces, ces nouvelles variétés ont besoin de mécanisation agricole, d'engrais azotés, et de produits phytosanitaires - pesticides, fongicides et insecticides), fabriqués à base de pétrole. Il faut aussi du fioul pour les tracteurs. Les gouvernements des pays où ces cultures sont implantées se sont impliqués par :
- les subventions aux semences, pesticides et fertilisants ;
- l'irrigation ;
- une protection des prix des matières agricoles[23].

### Années 1970
Les années 1970 sont marquées par une croissance à nouveau très forte du commerce mondial des céréales, face à des pénuries importantes dans le monde en développement, qui entrainent une flambée des cours en 1974 et des embardées spéculatives de grande ampleur.

#### La flambée des cours de 1974 et l'intervention de l'ONU
Au milieu des années soixante-dix, des importations massives par l’URSS, tout à fait inattendues, causent une chute des stocks mondiaux de céréales à un niveau exceptionnellement bas et la flambée des cours. Les pays en développement devinrent préoccupés par la sécurité de leurs approvisionnements, et les économistes parlent de « crise alimentaire mondiale ». Une Conférence mondiale de l’alimentation est spécialement convoquée par les Nations unies en 1974, qui adopta une résolution prévoyant la fourniture annuelle d’au moins 10 millions de tonnes de céréales en guise d’aide alimentaire. Les Nations unies demandent aussi aux gouvernements d’envisager la création de réserves de céréales, réparties en différents points stratégiques. Une nouvelle conférence, en 1978-79, se concentra sur cette question des stocks de blé et tenta de négocier une nouvelle Convention sur le commerce du blé (CCB) mais échoua sur les deux questions, en particulier en raison de différends sur les niveaux de prix susceptibles de déclencher une intervention sur les stocks de blé. La CCB de 1971 fut donc prorogée telle quelle jusqu’en 1986.

#### La production de céréales américaines double entre 1970 et 1980
Les années 1970, plutôt marquées par un ralentissement de la croissance mondiale après l'augmentation brutale du prix du pétrole, sont des années fastes pour les échanges agricoles, grâce à l'explosion de la demande solvable : les pays du sud s’endettent, pour profiter de la forte inflation, les pays pétroliers recyclent leurs dollars et l’URSS se met à importer massivement. À partir de 1975, les États-Unis ont en particulier commencé à vendre du blé en grande quantité à la Russie, sous forme d'accords quinquennaux. Les échanges internationaux de céréales passent de 100 millions de tonnes en 1970 à 200 millions en 1980.
Les États-Unis en profitent pour consolider un excédent agricole, qui permet d'atténuer les effets de la dégradation de leur balance des échanges industriels. Au début des années 1980, ils assurent 50 % des exportations mondiales de blé, 60 % des exportations mondiales de maïs et 80 % des exportations mondiales de soja graine. Résultat de 1970 à 1981, la production américaine de blé passe de 37 à 76 millions de tonnes, celle de maïs de 105 à 208 millions de tonnes, celle de soja de 31 à 57 millions de tonnes. Ce doublement quasi-général des récoltes a été obtenu au prix d'une forte réduction des surfaces en jachère et d'une sélection génétique renforcée, pour mettre en culture les zones semi arides, situées à la frontière des zones traditionnelles de production de blé.

#### Les exportations européennes de blé triplent sur la décennie
La forte hausse des cours mondiaux des céréales au milieu des années 1970 les rapprochent des prix européens, qui restent élevés. Du coup, les subventions (restitutions) à verser aux exportateurs européens pour couvrir l'écart de prix entre marché européen et mondial, restent supportables pour le budget de l'Union européenne, qui décide de transformer sa politique d’autosuffisance en politique d'exportation notamment en production céréalière. Les exportations européennes de blé restent loin derrière celles des États-Unis, mais triplent, passant à 15 millions de tonnes au début des années 1980.

#### Le renforcement du négoce international en Suisse
Des dizaines de traders internationaux en céréales s’établirent en Suisse dans les années 1970, dans le sillage de ce qu'a lancé Cargill en 1966 pour les relations avec l'URSS, mouvement qui se poursuivra, bien au-delà, lors des années suivantes. Conti déménagera sa filiale Finagrain de Paris vers Genève dans les années 1970. Louis-Dreyfus et Bunge opéreront depuis Zurich dans les années 1980, par l’intermédiaire de Zurfin et Socef, avant de s’implanter à Genève – Louis-Dreyfus y a son siège européen depuis 2006. ADM, le quatrième géant mondial du négoce agricole, choisira pour s'implanter la ville de Rolle en 2007.

#### Reconnaissance des «semences paysannes» pour la biodiversité agricole
Vers la fin des années 1970, la prise de conscience de l'érosion génétique suscite une reconnaissance des semences de variétés de céréales « de pays », pour la biodiversité agricole. En 1975, Harlan en fait une description précise. Suivent les propositions de Brown en 1978, de Frankel et Soulé en 1981, de Hawkes en 1983, l'année où, sous l'impulsion du biologiste Jean Pernès, nait le Bureau des ressources génétiques. En 1987 Jacquemart distingue la variété régionale de la variété locale. Dans la foulée, l'Académie d'Agriculture de France réalise des synthèses montrant qu'il est nécessaire d'être prudent quant à l'évaluation de l'évolution de la diversité génétique des plantes cultivées
Au niveau international d'importants traités seront conclus lors des deux décennies suivantes. À la suite de la signature en 1992, de la Convention sur la diversité biologique, l'Europe adopte la directive 98/95/CE qui introduit pour la première fois dans ses réglementationd le terme de variété de conservation. Le Traité international sur les ressources phytogénétiques pour l'alimentation et l'agriculture de 2001, vient s'opposer tant aux conventions UPOV défendant les droits des obtenteurs qu'au système de brevet sur le vivant, en affirmant le droit des agriculteurs.

#### Les riz hybrides et le séquençage du génome
Dès la fin des années 1970 arrivent les premières variétés de riz hybrides. Leur succès amène à travailler sur le séquençage du génome su riz et une première carte fait son apparition en 1988. Entre 1984 et 2004, les surfaces cultivées en riz à l'échelle mondiale vont progresser de 6 % et rendements de 19 %, ce qui se traduit par une production mondiale augmentée de près d'un tiers.

### Années 1980
Au cours des années 1980 et des années 1980, le cadre international des échanges de céréales s’est écarté des accords internationaux de type réglementaire, entre pays, sous l’effet d’une privatisation accrue, mais aussi de la déréglementation du commerce mondial et de la décentralisation de la production de céréales et des activités commerciales, via l'apparition de nouvelles firmes de négoce et le rôle accrû des coopératives en Europe de l'Ouest.

#### Les relations avec l'URSS se détériorent
Le 4 janvier 1980, le président américain Jimmy Carter a décidé de bloquer les livraisons, pour protester contre l'invasion de l'Afghanistan par l'URSS. Les pays exportateurs européens l'ont soutenu, mais c'est surtout l'Argentine qui volera au secours de la Russie, menacée d'embargo par les États-Unis. La dictature militaire du général argentin Jorge Rafael Videla, alors proche de Moscou vendit 7,5 millions de tonnes de blé à la Russie, à 25 % au-dessus du prix mondial, contribuant à la perte de crédibilité de Jimmy Carter et à l'élection quelques mois plus tard de Ronald Reagan.
Les États-Unis compensèrent la perte de ce marché par un programme d'aide aux agriculteurs qui a coûté 2,5 à 3 milliards de dollars.

#### L’Asie du Sud-Est devient autosuffisante grâce à l'innovation rizicole
L’Asie du Sud-Est est la région du monde où la révolution verte a permis à la production céréalière de s'accroitre le plus rapidement dans les années 1970 et 1980, l'Indonésie et les Philippines, considérés comme structurellement déficitaires, devenant presque autosuffisants en quelques décennies.
L'augmentation des rendements, grâce aux variétés rizicoles mises au point par l'IRRI et leur adoption par les paysans locaux, a joué un rôle beaucoup plus important que l'accroissement des surfaces exploitées. Ces nouvelles variétés ont nécessité une modification complète des systèmes de production agricole : drainage, fertilisation minérale, traitement chimique, via des projets de développement spécifiques, pilotés par les États de cette région, avec l'appui d'organisations internationales (Banque mondiale, Banque asiatique pour le développement…) et une protection des prix du riz contre les fluctuations du marché international.

### Années 1990
La seconde partie des années 1990 voit une chute des cours du blé aussi forte qu'avait été la progression de 1994-1995, au sortir de la longue crise économique européenne de 1991-1993. Cet effondrement du marché, par la croissance de l'offre d'Inde et de Chine, augmente les dépenses publiques aux filières céréalières, créant des déficits financiers qui accélèrent les réformes de la PAC mises en place dès 1992. L'inondation du marché par l'Inde et la Chine, imprévue, s'ajoute à l'exceptionnelle moisson française de 1998-1999 pour faire chuter les cours de moitié en deux ans et demi.

#### En Inde, après la «révolution verte», la libéralisation agricole
La révolution verte en Inde aboutit à l'autosuffisance alimentaire et à la constitution des stocks régulateurs permettant d'atténuer les variations de prix du riz, dans les années 2000 : le pays a progressivement constitué des stocks pouvant atteindre 25 millions de tonnes de riz, même si 220 millions d'Indiens restent sous-alimentés. La conséquence est l'arrêt des importations de nourriture.
L’investissement massif de l’État indien dans la révolution verte a cependant été remis en question depuis les mesures de libéralisation de l’économie indienne amorcée en 1991. Sa conséquence est une baisse des prix agricoles et des subventions étatiques, qui ont ruiné bon nombre de paysans en Inde.

#### Première vague de réformes de la PAC en France
En France, l'Office national interprofessionnel des grandes cultures accompagne les réformes successives de la Politique agricole commune : le paiement à la surface en 1992 et le gel des terres en 2003. À partir 1992, les prix garantis se rapprochent du niveau des cours mondiaux, la politique agricole commune n'ayant plus besoin de financer l'écart, ce qui freine le mouvement des réformes. Une première vague de propositions l'oriente vers des mesures agro-environnementales, par un soutien au développement rural. Un cadre financier prépare ensuite l'arrivée de dix nouveaux pays membres et doit rendre la PAC compatible avec les règles de l'Organisation mondiale du commerce (OMC).

#### L'exceptionnelle moisson française accélère les réformes de la PAC
La seconde partie des années 1990 voit une chute des cours du blé causé par l'inondation progressive du marché par l'Inde et la Chine, imprévu par les économistes. Le facteur le plus surveillé était alors la désorganisation croissante des filières agricoles de l'ex-URSS, qui a volé en éclats. Du coup, les céréaliers européens continuent à produire massivement : ce sont eux qui contribuent le plus à la croissance du commerce mondial. Fin 1998, le prix du blé sur le marché libre est proche de 130 dollars la tonne, divisé par deux en une trentaine de mois. À Bruxelles, la gestion du "comité céréales de la direction générale de l'agriculture", chargé de décider des restitutions à l'exportation, se montre d'abord plutôt laxiste sur le mécanisme de régulation de marché qui vise à compenser la différence de prix pratiqués sur le marché communautaire et sur le marché mondial. Financées par le Fonds européen agricole de garantie (FEAGA), ces aides creusent les déficits. Au printemps 1998, les décideurs européens sont plus prudents. Ils espèrent que le prix mondial va remonter, car la récolte russe s'annonce aussi calamiteuse que prévu, c'est-à-dire la pire depuis 40 ans, quasiment au niveau de la catastrophe de 1994-1995.
Les décideurs européens n'utilisent donc pas le reliquat d'engagements auprès de l'OMC, de 38,5 millions de tonnes, hérité des trois campagnes précédentes. Du coup, les stocks européens gonflent à 36,7 millions de tonnes. La récolte française est exceptionnelle (+7,2 % à 68 millions de tonnes, plus des deux tiers de celle de toute l'Europe) au point qu'il faut utiliser des cours de ferme bâchées à la va-vite pour la conserver. Dans le port de Rouen, le quintal de blé frôle les 70 francs. Les dépenses résultant de l'écart en prix de marché et prix garanti accélèrent les réformes de la PAC.
La production de blé dans le monde :
| Production de blé en millions de tonnes | Chine  | Europe    | États-Unis | Inde   | ex-URSS   |
| 1994-1995                               | 101    | 85,5      | 63,2       | 59     | 60,8      |
| 1998-1999                               | 110    | 103,7     | 69,4       | 66     | 57,1      |
| Ecart                                   | plus 9 | plus 18,2 | plus 6,2   | plus 7 | moins 3,7 |

En 2003, les « accords de Luxembourg », menés par le commissaire Franz Fischler, décident un compromis de transition pour réformer la PAC: les primes perçues ne sont plus liées au volume produit mais à une référence historique, la moyenne des primes perçues sur trois années de référence.